# Arthur Rimbaud
Jean Nicholas Arthur Rimbaud (fransk IPA: [aʀ'tyʀ ʀɛ̃'bo]) (født 20. oktober 1854, død 10. november 1891) var en fransk digter født i Charleville. Han har påvirket moderne kunst og litteratur.

## Biografi
Arthur Rimbaud blev født i provinsbyen Charleville i Ardennerne i det nordøstlige Frankrig. Hans far, Frederic Rimbaud, var fraværende gennem hele Rimbauds barndom og var infanterikaptajn i den franske hær. Han tilbragte det meste af sit liv i Algier. Rimbaud siges at have fået sine sproglige talenter fra sin far, der blandt andet oversatte Koranen fra arabisk til fransk. Moren var landdatter fra Vouziers ved Ardennerne. Arthur Rimbaud havde tre søskende, Frédéric, Vitalie og Isabelle. Han var som dreng en rastløs, men fremragende elev. Som femtenårig havde han vundet adskillige priser for sine skriverier og forfattet tekster på latin og fransk.
I 1870 rykkede Rimbaud op i retorikklassen og blev ven med sin lærer, Georges Izambard. Han løb hjemmefra flere gange, bl.a. til Paris, hvor han muligvis opholdt sig under Pariserkommunen 1871. Flere gange blev han standset af de franske myndigheder, da han oftest ikke havde råd til togbilletten. Det resulterede i en overnatning i Mazas-fængslet i Paris. Derfor endte de fleste af hans ture fra Charleville til Paris på gåben, hvilket gav ham tid til at skrive sin poesi. Pariserkommunen påvirkede ham, hvad han skildrede i flere af sine digte. Her blev han muligvis overfaldet af fordrukne soldater; hans digte "Le cœur supplicié" og "Le Coeur Volé" antyder det.
Rimbaud blev anarkist og var begyndt at drikke og ryge hash. Han morede sig med at chokere borgerskabet med sine lurvede klæder og sit lange hår. Han skrev til sine forhenværende lærere Georges Izambard og Paul Démeny om at nå ‘poetisk transcendens‘ og ‘synskhed‘ gennem en "lang, forbløffende, rationel forstyrrelse af alle sanser". De er siden døbt 'Seerbrevene'.
Rimbaud vendte som 16-årig tilbage til Paris i slutningen af september 1871, efter invitation fra den anerkendte symbolistiske digter Paul Verlaine, som Rimbaud tidligere havde sendt et brev med en række prøver på sine digte. Verlaine var chokeret over den unge mands poesi og inviterede ham til sin lejlighed i Paris. Her opholdt han sig kort.
Paul Verlaine, som var gift og ventede barn, forelskede sig øjeblikkeligt i denne rastløse, ranglede unge mand med blå øjne og lysebrunt hår. De dannede par og førte et vildt vagabondliv krydret med absint og hash. De forargede den parisiske litteraturklike, og Rimbaud fortsatte med at skrive slående synske tekster. Som 18-årig flyttede Rimbaud til London med Verlaine. Det turbulente forhold kulminerede i 1873 med mordforsøg på Rimbaud, da Verlaine i fuldskab affyrede et pistolskud mod den unge Rimbaud.
I 1875 holdt Rimbaud som 21-årig fuldkomment op med at skrive digte, og året efter lod han sig indrullere i den hollandske armé, som bl.a. førte ham til Indonesien.
Han deserterede og vendte tilbage til Frankrig.
Efter et par års arbejde i en række europæiske lande rejste Rimbaud til Cypern. Her blev han ansat af den opdagelsesrejsende Alfred Bardey, som udstationerede Rimbaud i byen Aden i det daværende Yemen.
Rimbaud rejste som 27-årig til Harar i Etiopien og arbejdede som våbensælger og selvstændig købmand. Her bosatte han sig og lærte amharisk og arabisk. Han blev boende i Etiopien til han døde af knoglekræft 37-år gammel.

## Andre ting
Arthur Rimbauds digtning har inspireret surrealisterne; og musikere og digtere som Patti Smith, Jim Morrison, Michael Strunge, Pier Paolo Pasolini, Roberto Bolaño m.fl.
Hans liv er filmatiseret i Total Eclipse med Leonardo DiCaprio i hovedrollen.